# Aprophthasia vartianae
Aprophthasia vartianae är en fjärilsart som beskrevs av Hans Georg Amsel 1968. Aprophthasia vartianae ingår i släktet Aprophthasia och familjen mott. Inga underarter finns listade i Catalogue of Life.